# نام گیاه‌شناسی

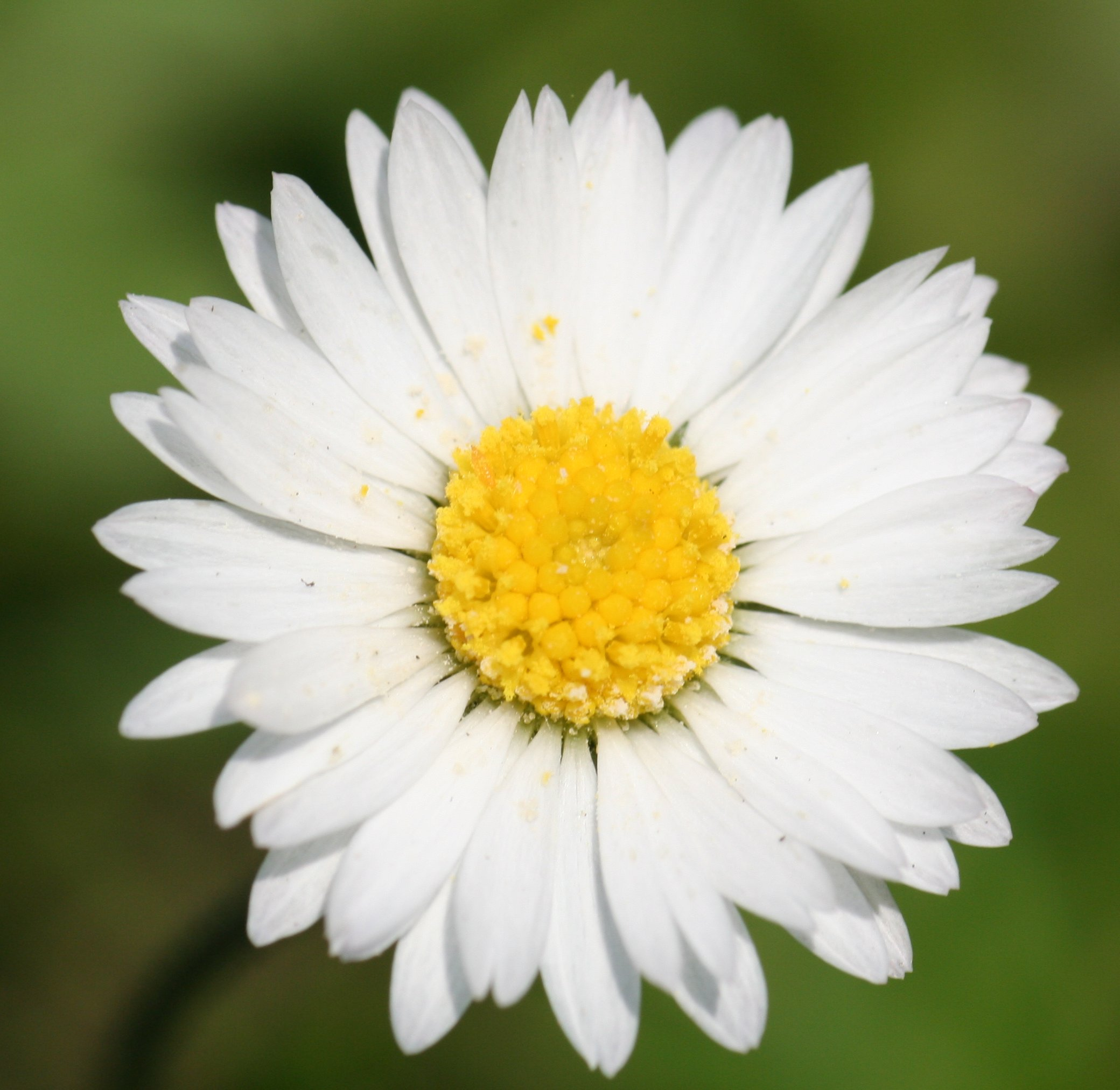
گیاه Bellis perennis یک نام گیاه‌شناسانه و چندین نام رایج و متداول دارد. برای نمونه: دیزی چمن، مینای چمنی، مینای معمولی و مینای انگلیسی.

نام گیاه‌شناسی نام علمی رسمی است که مطابق با شیوه‌نامه فرامرزی نامگذاری جلبک‌ها، قارچ‌ها و گیاهان می‌باشد.
هدف از برگزیدن نام رسمی این است که در سراسر جهان بتوان گیاهان را با نام یکسان خواند و اطلاعات مربوط به آنها را مبادله کرد. برای نمونه گیاهی با نام گیاه‌شناسی Bellis perennis که بیشتر بومی اروپا و خاورمیانه است با نام‌های بسیار گوناگون رایج و عامیانه خوانده شده‌است. این گیاه به سراسر جهان نیز برده شده و نام‌های گوناگون بیشتری در زبانهای دیگر هم پیدا کرده‌است. نام‌های انگلیسی این گونه گیاه عبارتند از: دیزی، دیزی انگلیسی، و دیزی چمن. در فارسی ما آن را مینای چمنی می‌نامیم. با انتخاب نام گیاه‌شناسی مردمان سراسر جهان می‌توانند دربارهٔ یک گیاه یکسان با هم گفتگو کرده و داده‌هایی را مبادله کنند. رقم Bellis perennis 'Aucubifolia' نوع مینای چمنی است که وسط آن زرد طلایی است.

## شیوه‌های گوناگون نام‌گذاری گیاهان
بسته به رتبه، نام‌های گیاه‌شناسی ممکن است در یک قسمت (از جنس به بالا)، دو قسمتی (موقعیت‌های مختلف زیر درجه جنس) یا سه قسمتی (رتبه گونه‌ها به پایین) باشد. نام گیاهان زراعی لزوماً مشابه نام‌های گیاه‌شناسی نیست، زیرا ممکن است در عوض شامل «نام‌های مشترک بدون ابهام» از گونه‌ها یا جنس‌ها باشد. نام گیاهان زراعی نیز ممکن است دارای یک جز اضافی باشد که حداکثر چهار قسمت را به همراه دارد:

### یک قسمتی
گیاهان (گیاهان)
جگرواشان (گیاه کبدی)
دولپه‌ای‌ها (کلاس شامل خانواده منگولیان)
Liliidae (زیر کلاس شامل خانواده سوسنیان)
مخروطیان (درختان سوزنی برگ)
راشیان (خانواده راش)
توس (تیره توس)

### دو قسمتی
زیرشاخه آکاسیا Phyllodineae (واتل)
زیرشاخه lchemilla. هلیودروزیوم
زرشک زینتی (زرشک ژاپنی) یک نوع گونه است، به عنوان مثال، ترکیبی متشکل از یک نام جنس و یک عنوان
یاس بنفش 'Charisma' - رقمی در یک تیره
Hydrangea Lacecap Group - یک نام جنسی و اسامی گروه
Lilium Darkest Red Group - یک نام جنسی و اسامی گروه
Paphiopedilum Greenteaicecreamandraspberry grex
گل برف «جان گری» - نام مشترک بدون ابهام برای تیره Galanthus و یک صفت رقمی

### سه قسمتی
پیچک جنگلی پرچینی subsp. americana (حصار بستنی آمریکایی)، ترکیبی متشکل از یک نام جنس و دو عنوان
زالزالک زرد var. pontica (زالزالک مدیترانه ای)
مینای چمنی 'Aucubifolia' - یک رقم
گروه Brassica oleracea Gemmifera - نام گونه ای و صفت گروه

### چهار قسمتی
Scilla hispanica var. campanulata 'Rose Queen' - رقمی در انواع گیاهان
جدا از ارقام، نام گیاه هرگز نمی‌تواند بیش از سه قسمت باشد.